# Tarsastrocles
Tarsastrocles is een geslacht van zeesterren uit de familie Asteriidae.

## Soort
- Tarsastrocles verrilli (Fisher, 1906)